# Cratere Gilgamesh
Gilgamesh è un cratere sulla superficie di Ganimede.